# Heilige Engelenkerk
De Heilige Engelenkerk (Frans: Église des Saints-Anges) is een kerkgebouw te Laken, gelegen aan Gasstraat 61.
De Heilige-Engelenparochie werd gesticht in 1963 op initiatief van kanunnik Fernand De Wil, die door opsplitsing van grote parochies in kleinere eenheden, de zielzorg dichter bij de gelovigen wilde plaatsen. De eerste parochiekerk was gevestigd aan Ledeganckstraat 25 te Laken.
Het huidige kerkgebouw stamt van 1986 en is een sober, modernistisch gebouw. De kleinschalige kerk is vervaardigd van grote witte betonstenen en heeft een plat dak, waarop een bescheiden klokkenstoel werd geplaatst.